# Państwo neutralne
Państwo neutralne – państwo, które zadeklarowało neutralność w określonym konflikcie zbrojnym. Państwo neutralne ma obowiązek nieuczestniczenia w konflikcie zbrojnym oraz nieudzielania pomocy żadnej ze stron konfliktu. Na jego terytorium nie mogą stacjonować oddziały wojskowe państw walczących. Zakazany jest też werbunek do armii walczących w konflikcie. Z kolei państwa pozostające w konflikcie zobowiązane są do nienaruszania integralności terytorialnej tego państwa. Wszelkie oddziały państw walczących, które przekroczą granicę państwa neutralnego powinny zostać rozbrojone i internowane.

## Państwo wieczyście neutralne
Państwo wieczyście neutralne to państwo, którego neutralność jest stanem trwałym. Do uzyskania statusu państwa wieczyście neutralnego nie wystarcza jednostronna deklaracja państwa. Musi ona zostać uznana przez inne państwa (innych członków społeczności międzynarodowej). Trwała neutralność wynika z umowy międzynarodowej lub decyzji samego państwa, ale akceptowanej przez społeczność międzynarodową.
Państwo wieczyście neutralne deklaruje nieuczestniczenie w konfliktach zbrojnych prowadzonych przez inne państwa. Nie wchodzi w sojusze o charakterze wojskowym, wojskowo-politycznym ani polityczno-wojskowym, oraz faktycznie nie używa siły zbrojnej wobec innych państw, nie przystępuje do toczących się działań zbrojnych prowadzonych przez inne państwa, a także nie udostępnia swojego terytorium państwowego i swoich zasobów państwom pozostającym w konflikcie zbrojnym.
Niepodległość oraz integralność terytorialna państwa wieczyście neutralnego podlega gwarancjom i ochronie ze strony innych państw. Posiadanie statusu państwa wieczyście neutralnego nie stanowi jednak przeszkody dla zorganizowania i utrzymywania infrastruktury wojskowej oraz sił zbrojnych przez nie. Państwo neutralne ma prawo do bronienia swojej niepodległości i terytorium (prawo do samoobrony). Jednak państwo to nie powinno przystępować do sojuszy wojskowych. Państwa trwale neutralne mogą jednak uczestniczyć w innych organizacjach międzynarodowych, np. ONZ, Unia Europejska, Rada Europy itd. (np. Austria). Status neutralny państwa musi zostać uznany przez inne państwa – nie jest możliwe jednostronne ogłoszenie wieczystej neutralności.
Współcześnie państwami neutralnymi są Szwajcaria od 1815 roku oraz Austria od 1955 roku. 

### Neutralność Szwajcarii
Neutralność Szwajcarii została uznana podczas kongresu wiedeńskiego i podtrzymana przez traktat wersalski (art. 435) i traktat w Saint-Germain-en-Laye (art. 375). W 1920 Liga Narodów uznała, że wstąpienie Szwajcarii do Ligi następuje pod warunkiem przestrzegania szwajcarskiej neutralności. Z tych samych powodów Szwajcaria opóźniała wstąpienie do ONZ aż do 2002 roku.

### Neutralność Austrii
Neutralność Austrii bierze swe początki od wejścia w życie traktatu z 15 maja 1955 roku w sprawie odbudowy niezawisłej demokratycznej Austrii oraz austriackiej ustawy z 26 października 1955 roku.

## Polityka neutralności
Niektóre z państw zachowują neutralność jedynie w określonym konflikcie lub określonej sytuacji, niektóre natomiast czynią z niej podstawę swojej polityki zagranicznej. Prawa i obowiązki państwa neutralnego normują V Konwencja Haska z 1907 r. a także XIII Konwencja Haska dotycząca praw i obowiązków mocarstw neutralnych w razie wojny morskiej z tego samego roku. Wg XI Konwencji Haskiej o ograniczeniach w wykonywaniu prawa zaboru w wojnie morskiej przesyłki pocztowe państw neutralnych są nietykalne nawet gdyby znaleziono je na statkach nieprzyjacielskich na morzu i powinny być odesłane przez zdobywcę z jak najmniejszym opóźnieniem, chyba że przeznaczone są do portu zablokowanego lub pochodzą z niego. Prowadzenie polityki neutralności nie jest jednak tożsame z posiadaniem statusu państwa trwale (wieczyście) neutralnego i w jakimkolwiek stopniu nie zabezpiecza bezpieczeństwa państwa neutralnego, jego niepodległości i integralności terytorialnej, jest bowiem jedynie cechą własnej polityki, nie odnosi się natomiast do polityki innych państw, ani też nie istnieją jakiekolwiek szczególne gwarancje bezpieczeństwa państw neutralnych na gruncie prawa międzynarodowego. Co więcej, zabezpieczenie bezpieczeństwa państwa przy prowadzeniu polityki neutralności, wymaga dysponowania szczególnie silnymi siłami zbrojnymi w porównaniu do innych państw danego regionu. Ogłoszenie neutralności w konflikcie zbrojnym nie gwarantuje bezpieczeństwa danemu państwu np. podczas III wojny północnej wojska szwedzkie wkroczyły na terytorium formalnie neutralnej wówczas Rzeczypospolitej (do 1704), podczas II wojny światowej początkowo Holandia ogłosiła neutralność co nie zapobiegło atakowi ze strony III Rzeszy (podobnie atak Cesarstwa Niemieckiego na Francję nastąpił przez terytorium neutralnej Belgii na początku I wojny światowej, co Wielka Brytania uznała za casus belli wypowiadając wojnę Niemcom).